# 横川 (墨田区)
横川（よこかわ）は、東京都墨田区の地名で、旧本所区に当たる本所地域内である。 現行行政地名は横川一丁目から横川五丁目。住居表示実施済み区域。

## 概要
墨田区本所地域の行政施設が集約された町であり、区役所出張所や本所地域を管轄する消防署および警察署が所在する。本所を冠し「本所横川」と呼ばれることがある。
町の西端を流れる大横川が地名の由来であり、「大横川」は「横川」と呼ばれることもあり横川沿いの町という意味である。ただし、大横川は「おおよこがわ」の読みが主流だが、地名としての横川は「よこかわ」と読む。

### 地価
住宅地の地価は、2025年（令和7年）1月1日の公示地価によれば、横川4-4-4の地点で66万1000円/m2となっている。

## 地理
本所地域の東部に位置し、江東区（亀戸）との区境に当たる。
河川・橋
- 大横川
  - 横川橋
  - 紅葉橋
- 横十間川
  - 栗原橋

## 歴史
「本所横川町」から住居表示時に現町名「横川」へ変更した。

## 世帯数と人口

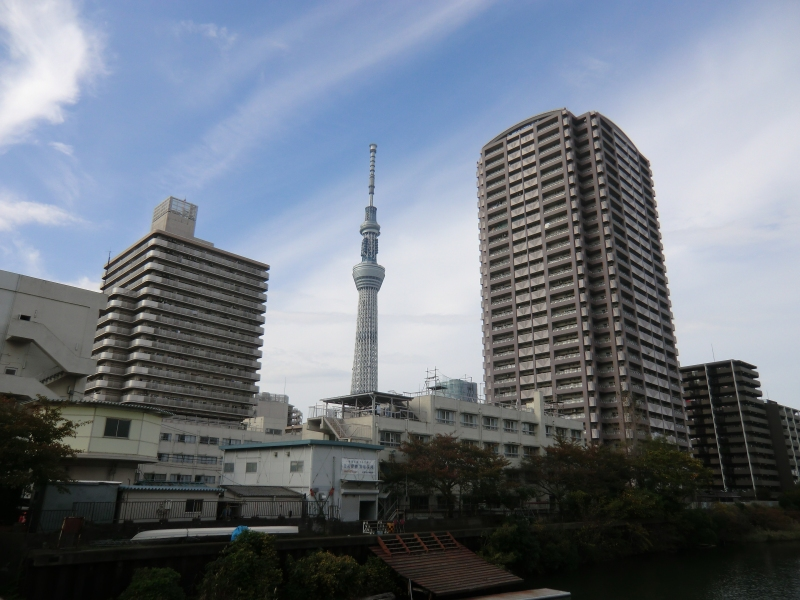
横川五丁目第2アパート

2025年（令和7年）3月1日現在（墨田区発表）の世帯数と人口は以下の通りである。
| 丁目       | 世帯数    | 人口    |
| ---------- | --------- | ------- |
| 横川一丁目 | 858世帯   | 1,624人 |
| 横川二丁目 | 1,047世帯 | 1,602人 |
| 横川三丁目 | 836世帯   | 1,274人 |
| 横川四丁目 | 807世帯   | 1,284人 |
| 横川五丁目 | 1,561世帯 | 2,913人 |
| 計         | 5,109世帯 | 8,697人 |

### 人口の変遷
国勢調査による人口の推移。
| 年                 | 人口  |
| ------------------ | ----- |
| 1995年（平成7年）  | 5,916 |
| 2000年（平成12年） | 7,909 |
| 2005年（平成17年） | 8,136 |
| 2010年（平成22年） | 8,194 |
| 2015年（平成27年） | 8,025 |
| 2020年（令和2年）  | 8,515 |

### 世帯数の変遷
国勢調査による世帯数の推移。
| 年                 | 世帯数 |
| ------------------ | ------ |
| 1995年（平成7年）  | 2,610  |
| 2000年（平成12年） | 3,484  |
| 2005年（平成17年） | 3,753  |
| 2010年（平成22年） | 3,909  |
| 2015年（平成27年） | 4,103  |
| 2020年（令和2年）  | 4,597  |

## 学区
区立小・中学校に通う場合、学区は以下の通りとなる（2022年9月時点）。
| 丁目       | 番地     | 小学校             | 中学校             |
| ---------- | -------- | ------------------ | ------------------ |
| 横川一丁目 | 全域     | 墨田区立業平小学校 | 墨田区立錦糸中学校 |
| 横川二丁目 | 13〜20番 | 墨田区立業平小学校 | 墨田区立錦糸中学校 |
| 横川二丁目 | 1〜12番  | 墨田区立柳島小学校 | 墨田区立錦糸中学校 |
| 横川三丁目 | 1〜10番  | 墨田区立柳島小学校 | 墨田区立錦糸中学校 |
| 横川三丁目 | 11〜14番 | 墨田区立業平小学校 | 墨田区立錦糸中学校 |
| 横川四丁目 | 全域     | 墨田区立柳島小学校 | 墨田区立錦糸中学校 |
| 横川五丁目 | 全域     | 墨田区立柳島小学校 | 墨田区立錦糸中学校 |

## 事業所
2021年（令和3年）現在の経済センサス調査による事業所数と従業員数は以下の通りである。
| 丁目       | 事業所数  | 従業員数 |
| ---------- | --------- | -------- |
| 横川一丁目 | 83事業所  | 890人    |
| 横川二丁目 | 83事業所  | 336人    |
| 横川三丁目 | 108事業所 | 719人    |
| 横川四丁目 | 92事業所  | 1,122人  |
| 横川五丁目 | 38事業所  | 356人    |
| 計         | 404事業所 | 3,423人  |

### 事業者数の変遷
経済センサスによる事業所数の推移。
| 年                 | 事業者数 |
| ------------------ | -------- |
| 2016年（平成28年） | 366      |
| 2021年（令和3年）  | 404      |

### 従業員数の変遷
経済センサスによる従業員数の推移。
| 年                 | 従業員数 |
| ------------------ | -------- |
| 2016年（平成28年） | 2,737    |
| 2021年（令和3年）  | 3,423    |

### 主な企業
- ジェイティ エンジニアリング本社
- やおきん

## 施設
行政
- 墨田区役所横川出張所
- 本所警察署 - 同町が所在地で、周辺の管轄に当たる。
- 本所消防署 - 同町が所在地で、周辺の管轄に当たる。

公園
- 大横川親水公園

教育
- 墨田区立柳島小学校

## 史跡
- 本法寺
- 霊山寺

## 交通
道路
- 春日通り
- 東京都道465号深川吾嬬町線（四ツ目通り）

鉄道
- 町内を東京メトロ半蔵門線が通過するが駅はない。同線の押上駅が近い。

## その他

### 日本郵便
- 郵便番号 : 130-0003[3]（集配局 : 本所郵便局[16]）。